# 里奥格兰德-达塞拉
里奥格兰德-达塞拉是巴西圣保罗州的一个市镇。总面积36.671平方公里，总人口42405人，人口密度1156.4人/平方公里。